# Stazione di Shoreditch High Street
La stazione di Shoreditch High Street è una stazione ferroviaria situata sulla East London Line, a servizio di Shoreditch, quartiere facente parte del borgo londinese di Tower Hamlets, sul confine con il borgo di Hackney.

## Storia
La stazione è stata aperta ufficialmente al pubblico il 27 aprile 2010 per rimpiazzare la vecchia stazione della metropolitana di Londra di Shoreditch, che era il capolinea della East London Line, all'epoca servita dalla rete metropolitana, chiusa nel 2006. Sulla versione del 1994 della mappa della metropolitana di Londra che mostrava le stazioni progettate, il nome proposto per la stazione era Bishopsgate.
Shoreditch High Street è stata costruita sul sito dove un tempo sorgeva la stazione merci e deposito ferroviario di Bishopsgate, costruita nel 1840 e distrutta da un incendio nel 1964. L'area della ex stazione rimase abbandonata e utilizzata per vari scopi fino al 2005, quando i resti della vecchia costruzione furono demoliti (ad eccezione di due strutture che sono monumenti classificati di Grado II, gli archi del "viadotto Braithwaite" e i cancelli monumentali dell'ex ingresso).

### Progetti
Nel maggio 2008 Abdal Ullah, un consigliere del borgo di Tower Hamlets, aveva proposto che la nuova stazione venissa rinominata Banglatown, affermando che questo nome avrebbe espresso meglio il carattere dell'area in cui sorge, che è il centro della comunità bangladese di Londra. Transport for London obiettò che cambiare il nome progettato sarebbe costato 2 milioni di sterline e avrebbe generato confusione per i passeggeri.
Ci sono state discussioni sulla possibilità di creare un interscambio con la linea Central della metropolitana di Londra, che fra la stazione di Liverpool Street e Bethnal Green passa quasi sotto la stazione. Tuttavia questo non sarà possibile fino al completamento del progetto Crossrail, considerando l'alto grado di affollamento sulla linea Central nelle ore di punta.

## Strutture e impianti
La stazione attuale è stata costruita su un viadotto sostenuto da supporti sospesi e completamente inglobata in una struttura a scatola in cemento armato, in modo da consentire future costruzioni sul resto del sito di Bishopsgate mantenendo la stazione in funzione. La stazione di Shoreditch High Street si trova su un tratto di binario costruito per collegare l'originale East London Line con il Kingsland Viaduct della North London Railway, in disuso da tempo. Per il collegamento è stato edificato un nuovo ponte sopra Shoreditch High Street e una connessione con Whitechapel per mezzo di un ponte su Brick Lane e di una rampa costruita sul sito della vecchia stazione di Shoreditch.
Si trova nella Travelcard Zone 1.

## Movimento
La stazione di Shoreditch High Street è servita dalla linea Windrush del servizio della London Overground.

## Interscambi
Nelle vicinanze della stazione effettuano fermata alcune linee automobilistiche urbane, gestite da London Buses
- Fermata autobus